# Серовар
Серова́р (серовариант, серологический вариант), также сероти́п — группа микроорганизмов одного вида, объединяемых общей антигенной структурой, определяемой серологическими методами диагностики. Серовар не является таксономической категорией и позволяет систематизовать патогенные и условно-патогенные микроорганизмы, что необходимо в эпидемиологических исследованиях. Их систематизация ведётся на основе вирулентности, липополисахаридов (ЛПС), грамотрицательности, присутствия экзотоксинов, генетических особенностей или других факторов, позволяющих различить двух особей одного вида.
Серогру́ппа — группа сероваров с одинаковыми антигенами.
Серотип играет важную роль в определении видов и подвидов микроорганизмов. У рода Salmonella, например, обнаружено более 4400 серотипов. Холерный вибрион, отдельные виды которого вызывают холеру, имеет более 200 серотипов, различающихся клеточными антигенами. Только два из них вырабатывают энтеротоксин, который вызывает холеру: 0:1 и 0:139.
Серотипы впервые были описаны в 1933 году американским микробиологом Rebecca Lancefield.